# Internazionali d'Italia 1967
Gli Internazionali d'Italia 1967 sono stati un torneo di tennis giocato sulla terra rossa. È stata la 24ª edizione degli Internazionali d'Italia. Sia il torneo maschile sia quello femminile si sono giocati al Foro Italico di Roma in Italia.

## Campioni

### Singolare maschile
Martin Mulligan ha battuto in finale  Tony Roche con il punteggio di 6–3, 0–6, 6–4, 6–1

### Singolare femminile
Lesley Turner-Bowrey  ha battuto in finale  Maria Bueno con il punteggio di 6–3, 6–3

### Doppio maschile
Bob Hewitt /  Frew McMillan  hanno battuto in finale   William Bowrey /  Owen Davidson con il punteggio di 6–3, 2–6, 6–3, 9–7

### Doppio femminile
Rosemary Casals /  Lesley Turner  hanno battuto in finale  Silvana Lazzarino / Lea Pericoli  7–5, 7–5

### Doppio misto
Lesley Turner /  William Bowrey  hanno battuto in finale  Françoise Dürr /  Frew McMillan  6–2, 7–5